# 4155 Watanabe
4155 Watanabe је астероид главног астероидног појаса са средњом удаљеношћу од Сунца која износи 2,432 астрономских јединица (АЈ).
Апсолутна магнитуда астероида је 12,7.